# 크립토포르티쿠스

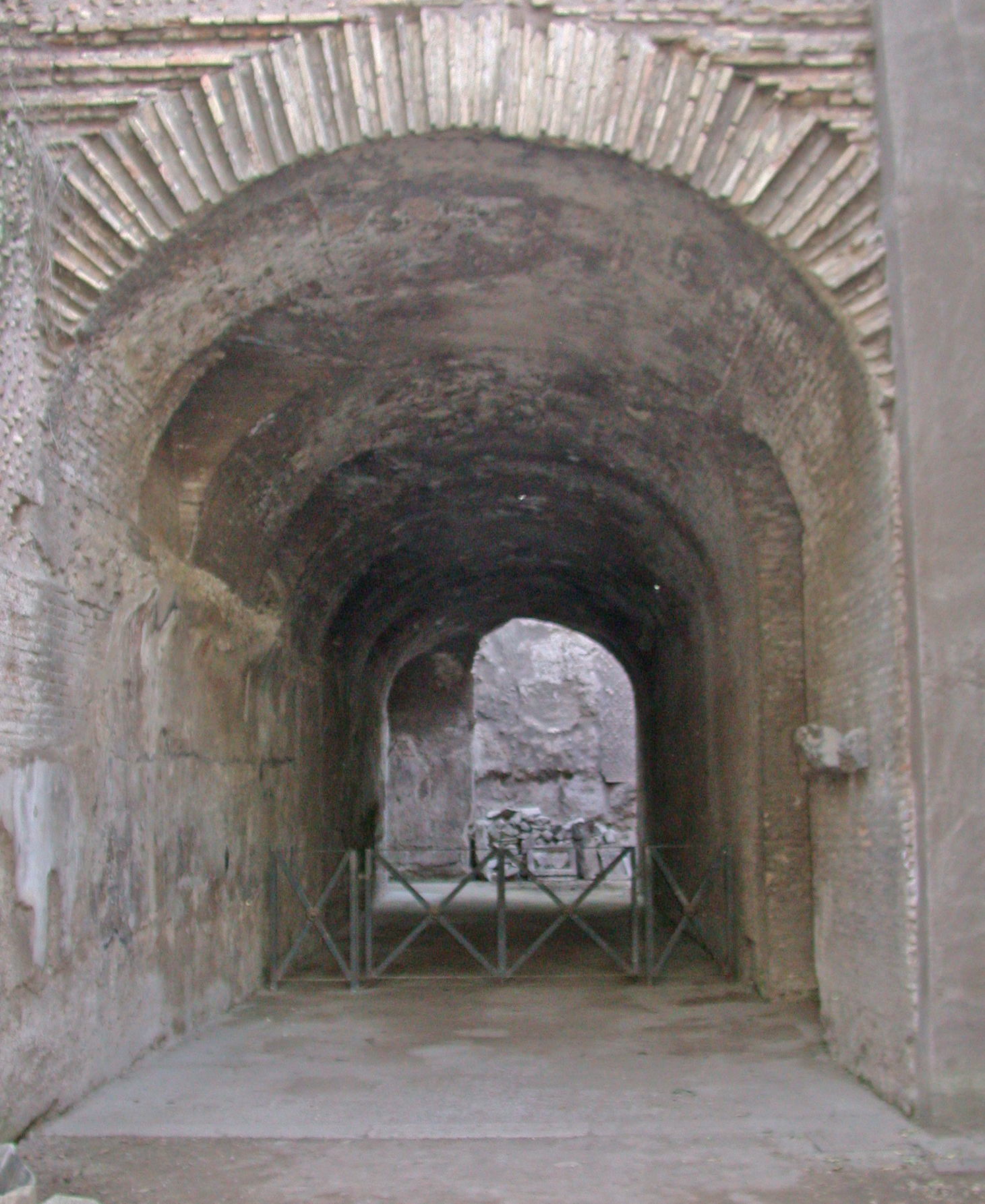
팔라티노 언덕의 도무스 트란시토리아(Domus Transitoria)에 있는 네로 황제의 크립토포르티쿠스

크립토포르티쿠스(cryptoporticus, 라틴어 crypta 및 porticus에서 유래)는 고대 로마 건축에서 지붕이 있는 복도 또는 통로를 의미한다. 일반적인 영어는 "cryptoportico"이다. 크립토포르티코(cryptoportico)는 둥근 천장이 지상의 주랑 현관(포르티코) 구조를 지지하고 아치 꼭대기의 개구부에서 조명이 들어오는 반지하 갤러리이다.
경사진 부지에서 크립토포르티쿠스의 열린 면은 부분적으로 지면에 있는 경우가 많으며 포럼이나 로마 빌라와 같은 구조를 지원하며, 이 경우 기본 빌라 역할을 했다. 이는 종종 아치형화되어 있고 아치형의 개구부에 의해 조명된다. 가이우스 플리니우스 카이킬리우스 세쿤두스의 편지에서 이 용어는 크립트의 동의어로 사용된다. 암호화 현관의 그늘과 반쯤 발굴된 장소는 부패하기 쉬운 물건을 보관하는 데 유용한 시원하고 적당한 온도를 제공하는 동시에 상부 구조를 위한 평평하고 약간 높은 포디엄을 제공했다.